# Acentroptera
Acentroptera là một chi bọ cánh cứng trong họ Chrysomelidae.
Chi này được Guérin-Méneville miêu tả khoa học năm 1844.

## Các loài
Các loài trong chi này gồm:
- Acentroptera basilica (Thomson, 1856)
- Acentroptera dejeanii Guérin-Méneville, 1844
- Acentroptera emdeni Uhmann, 1930
- Acentroptera lacordairei Lucas, 1859
- Acentroptera maculata Pic, 1932
- Acentroptera nevermanni Uhmann, 1930
- Acentroptera norrisii Guérin-Méneville, 1844
- Acentroptera ohausi Weise, 1910
- Acentroptera pulchella (Guérin-Méneville, 1830)
- Acentroptera rubronotata (Pic, 1932)
- Acentroptera strandi Uhmann, 1943
- Acentroptera tessellata Baly, 1858
- Acentroptera zikani Uhmann, 1935